# 縣道144號
縣道144號（福興－林厝），西起彰化縣福興鄉二港銜接台61線福興交流道；東至彰化縣員林市林厝銜接台76線林厝交流道。全長共計27.100公里（公路總局資料）。

## 支線（已解編）

### 甲線
縣道144甲線（社尾－赤塗崎），西起彰化縣福興鄉社尾，與縣道144主線連接；東至彰化縣花壇鄉赤塗崎，與縣道137號銜接，全長共計11.964公里，原為縣道144號主線。

## 歷史沿革
- 2009年9月2日，中華民國交通部將原縣道144號改編為縣道144甲線，員林大排平面道路納編為新縣道144號。
- 2017年11月3日公告縣道144甲線全線解編，原0.0~10.854k路段改編為新縣道146甲線；原10.854~11.964k路段改為一般道路。[1]。
- 彰化縣政府於2015年5月正式為縣道144號全線定名柳橋路，取自柳橋晚眺。[2]

## 行經行政區域
全線均位於彰化縣境內。
| 福興鄉    | 福興交流道     | 0.000  | 台61線             | 公路起點                          |
| 福興鄉    | 二港           | 1.100  | 台17線             |                                   |
| 福興鄉    | 福興市區       | －     | （地區道路）       |                                   |
| 福興鄉    | 西勢           | 3.100  | 縣道146號          | 起點                              |
| 福興鄉    | 社尾           | －     | 彰206線            | 僅西行行經社尾                    |
| 福興鄉    | 菜園角         | －     | 彰206線            | 僅東行行經菜園角                  |
| 福興鄉    | 社尾           | 5.400  | 縣道146甲線        | 僅西行行經社尾                    |
| 福興鄉    | 菜園角         | 5.400  | 縣道146甲線        | 僅東行行經菜園角                  |
| 埔鹽鄉    | 保安           | －     | （無）             |                                   |
| 埔鹽鄉    | 新興           | －     | （地區道路）       |                                   |
| 福興鄉    | 番社           | －     | （地區道路）       | 僅西行行經番社                    |
| 埔鹽鄉    | 大有           | －     | （無）             | 僅東行行經大有                    |
| 埔鹽鄉    | 沒有主要交會點 |        |                    |                                   |
| 福興鄉    | 下新厝         | －     | （地區道路）       | 僅西行行經下新厝                  |
| 埔鹽鄉    | 大有           | －     | （地區道路）       | 僅東行行經大有                    |
| 埔鹽鄉    | 沒有主要交會點 |        |                    |                                   |
| 福興鄉    | 外中           | －     | （地區道路）       | 僅西行行經外中                    |
| 埔鹽鄉    | 大有           | －     | （地區道路）       | 僅東行行經大有                    |
| 埔鹽鄉    | 沒有主要交會點 |        |                    |                                   |
| 福興鄉    | 外中           | －     | （地區道路）       | 僅西行行經外中                    |
| 埔鹽鄉    | 瓦磘           | －     | （地區道路）       | 僅東行行經瓦磘                    |
| 埔鹽鄉    | 沒有主要交會點 |        |                    |                                   |
| 福興鄉    | 埔鹽交流道     | 10.700 | 台76線 · 台19線    | 僅西行行經福興鄉                  |
| 埔鹽鄉    | 埔鹽交流道     | 10.700 | 台76線 · 台19線    | 僅東行行經埔鹽鄉                  |
| 埔鹽鄉    | 沒有主要交會點 |        |                    |                                   |
| 福興鄉    | 三汴頭         | －     | （無）             | 僅西行行經三汴頭                  |
| 埔鹽鄉    | 廍子           | －     | （無）             | 僅東行行經廍子                    |
| 秀水鄉    | 下崙           | －     | （無）             | 僅西行行經下崙                    |
| 埔鹽鄉    | 廍子           | －     | （無）             | 僅東行行經廍子                    |
| 秀水鄉    | 下崙           | －     | （無）             | 僅西行行經下崙                    |
| 埔鹽鄉    | 出水           | －     | （無）             | 僅東行行經出水                    |
| 埔鹽鄉    | 南港           | －     | 彰44線             |                                   |
| 秀水鄉    | 沒有主要交會點 |        |                    |                                   |
| 埔鹽鄉    | 沒有主要交會點 |        |                    |                                   |
| 大村鄉    | 大崙           | 14.000 | （地區道路）       | 僅西行行經大崙                    |
| 埔鹽鄉    | 南港           | 14.000 | （地區道路）       | 僅東行行經南港                    |
| － 僅東行 |                |        |                    |                                   |
| 埔心鄉    | 菜寮           | 14.000 | （地區道路）       | 僅西行行經大崙                    |
| 埔鹽鄉    | 打簾           | 14.000 | （地區道路）       | 僅東行行經打簾                    |
| 埔鹽鄉    | 沒有主要交會點 |        |                    |                                   |
| 溪湖鎮    | 沒有主要交會點 |        |                    |                                   |
| 埔心鄉    | 埤腳           | 16.210 | 縣道146號          | 僅西行行經埤腳                    |
| 埔心鄉    | 梧鳳           | 16.210 | 縣道146號          | 僅東行行經梧鳳                    |
| 埔心鄉    | 埤霞           | －     | 彰53-1線           | 僅西行行經埤霞                    |
| 埔心鄉    | 二重湳         | －     | 彰53-1線           | 僅東行行經二重湳                  |
| 埔心鄉    | 埔心交流道     | －     | 台76線             |                                   |
| 埔心鄉    | 二抱竹         | －     | 彰61線             | 與彰61線共線起點 僅西行行經二抱竹 |
| 埔心鄉    | 二抱竹         | －     | 彰61線             | 與彰61線共線終點 僅西行行經二抱竹 |
| 埔心鄉    | 油車店         | －     | 彰61線             | 僅東行行經油車店                  |
| 埔心鄉    | 瓦磘厝         | 21.310 | 縣道148號          | 僅西行行經瓦磘厝                  |
| 埔心鄉    | 埔心市區       | 21.310 | 縣道148號          | 僅東行行經埔心市區                |
| 埔心鄉    | 經口厝         | 21.310 | 縣道148號          | 僅東行行經經口厝                  |
| 埔心鄉    | 瓦磘厝         | －     | 彰85線             | 僅西行行經瓦磘厝                  |
| 埔心鄉    | 經口厝         | －     | 彰85線             | 僅東行行經經口厝                  |
| 員林市    | 員林交流道     | －     | 台76線 · 台1線     | 台76線僅東出西入                  |
| 員林市    | 員林交流道     | －     | 台76線 · 彰80-2線  | 台76線僅西出東入                  |
| 員林市    | 溝皂           | －     | （地區道路）       | 僅西行行經溝皂                    |
| 員林市    | 田中央         | －     | （地區道路）       | 僅東行行經田中央                  |
| 員林市    | 溝皂           | 24.255 | 縣道141號          |                                   |
| 員林市    | 大饒           | 24.255 | 縣道141號          | 0                                 |
| 員林市    | 大饒           | －     | 彰77線             | 0                                 |
| 員林市    | 萬年           | －     | 彰77線             |                                   |
| 員林市    | － 僅西行      |        |                    |                                   |
| 員林市    | 圳心           | －     | 彰80線             |                                   |
| 員林市    | 林厝           | －     | （地區道路）       |                                   |
| 員林市    | 林厝交流道     | 27.100 | 台76線 · 縣道137號 | 公路終點                          |
| 共線      |                |        |                    |                                   |

## 沿線設施與景點
- 福興交流道（台61線）
- 埔鹽交流道（台76線）
- 埔心交流道（台76線）
- 員林交流道（台76線）
- 林厝交流道（台76線）